# 7581 Yudovich
7581 Yudovich (1990 VY13) là một tiểu hành tinh vành đai chính được phát hiện ngày 14 tháng 11 năm 1990 bởi L. G. Karachkina ở Nauchnyj.